# سیارک ۱۶۵۷۸
سیارک ۱۶۵۷۸ (به انگلیسی: 16578 Essjayess، نامگذاری:1992FM1) شانزده هزار و پانصد و هفتاد و هشتمین سیارک کشف شده‌است که در ۲۹ مارس ۱۹۹۲ کشف شد.
قدر مطلق سیارک برابر ۳۰.۹ است.